# Old Friends from Young Years
Old Friends from Young Years is het debuutalbum van de Amerikaanse rockband Papa Roach. De bandleden produceerden zelf het album en werden daarbij geholpen door de vader van bassist Tobin Esperance. Het werd in februari 1997 op hun eigen label Onion Hardcore uitgebracht. De naam van dit label verwijst naar de uienkwekerij in hun thuisstad Vacaville (Californië). Als bonusnummer werd een geluidsopname van Esperance als kind toegevoegd.
In 2005 bracht Papa Roach het album opnieuw uit voor nieuwe leden van hun fanclub.

## Nummers
1. "Intro" - 0:28
2. "Orange Drive Palms" - 4:53
3. "Liquid Diet" - 4:19
4. "Grrbrr" - 4:14
5. "Isedufukndie" - 4:16
6. "Dirtycutfreak" - 2:45
7. "Living Room" - 4:14
8. "829" - 4:35
9. "Peewagon" - 4:43
10. "Hedake" - 5:20
11. "Shut Up N Die (Reprise)" - 2:33
12. "Thanx" - 4:50
13. "Unlisted" - 1:54

## Bandleden
- Jacoby Shaddix - leadzang
- Jerry Horton - gitaar, achtergrondzang
- Tobin Esperance - basgitaar, achtergrondzang
- Dave Buckner - drums, percussie